# Pandava

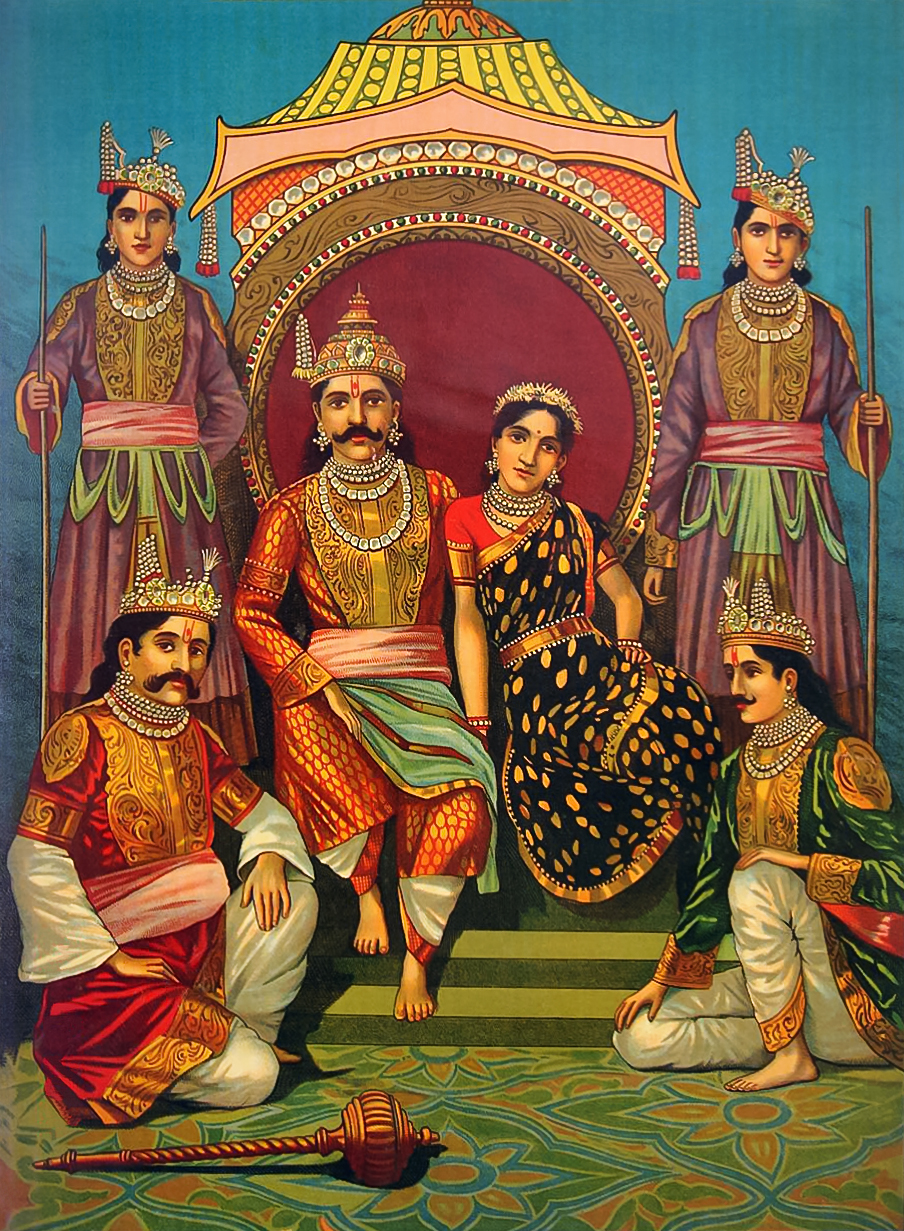
Draupadi mit Arjuna und den weiteren Pandava-Brüdern

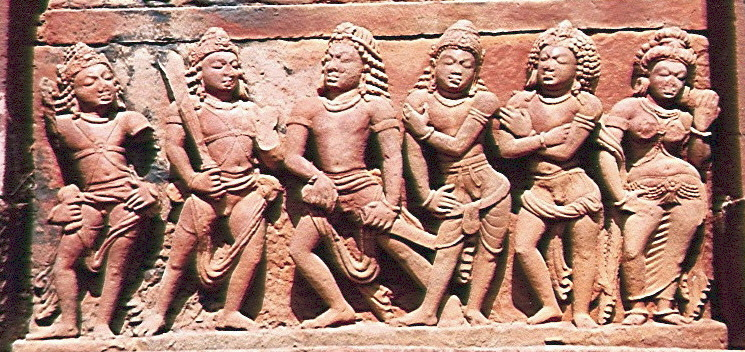
Die 5 Pandavas und Draupadi

Die Pandavas (Sanskrit पाण्डव Pāṇḍava Sg.) sind im indischen Epos Mahabharata die fünf Söhne des Königs Pandu mit seinen beiden Frauen Kunti und Madri. Die Nachkommen seiner ersten Frau Kunti sind
Yudhishthira, Arjuna und Bhima. Mit Madri ist er der Ziehvater der Zwillinge Nakula und Sahadeva. Alle fünf Pandavas wurden nach dem Tod Pandus zusammen mit ihren Vettern, den Kauravas, von ihrem blinden Onkel Dhritarashtra erzogen. Sie hatten ältere Rechte auf den Thron, die jedoch von Dhritarashtra und seinem ältesten Sohn Duryodhana nicht anerkannt wurden.

## Mythos
Aufgrund eines Fluches war Pandu nicht zeugungsfähig und darum sollten auf seinen Wunsch hin die Götter Väter seiner Söhne sein. Diese Abstammung wird im Wesen der fünf Pandavas deutlich, denn sie haben unterschiedlich stark ausgeprägte Charakterzüge: Yudhishthira gilt als gerecht und wahrheitsliebend, da sein Vater Yama ist, der personifizierte Dharma; Bhima, berühmt für seine Stärke und seinen Appetit, stammt vom Windgott Vayu und ist damit ein Bruder des affenköpfigen Hanuman; Arjuna, der große Bogenschütze und Kämpfer, verdankt seine Fähigkeiten der Abstammung von Indra; Nakula und Sahadeva, die beiden Jüngsten, sind ausgezeichnete Reiter, eine Fähigkeit, die sie von ihren göttlichen Vätern, den Ashvin-Zwillingen, bekommen haben. Alle fünf wuchsen unter der Obhut von Kunti auf, nachdem Madri dem verstorbenen Gatten Pandu freiwillig in den Tod gefolgt war.
Die fünf Brüder haben mehrere Frauen, wiewohl sie alle auch mit Prinzessin Draupadi verheiratet sind. So hat Arjuna fünf Frauen, einschließlich Krishnas Schwester Subhadra. Nach einem verlorenen Würfelspiel gehen alle für 13 Jahre ins Exil.
Von den zahlreichen Städten, die von den fünf Brüdern gegründet oder besucht werden, sind fünf namentlich erwähnt, die auch heute noch existieren sollen: Indraprastha (Delhi), Panprastha (Panipat), Sonprastha (Sonipat), Tilprastha (Tilpat) und Vyagprastha (Bagpat)
In der Schlacht zu Kurukshetra kämpfen die Pandavas gegen ihre hundert Vettern, die Kauravas. Sie haben auf ihrer Seite die Hilfe Krishnas, die Kauravas das Heer Krishnas sowie alle verehrten Lehrer der beiden Familien und die mächtigsten Krieger. Vor Beginn des finalen Kampfes in Kurukshetra erläutert Krishna als Wagenlenker seinem Schüler und Freund Arjuna die rechte Haltung eines von Gott ausgewählten Kriegers und offenbart ihm das Wirken der Höchsten Göttlichkeit. Dieser Teil des Mahabharata wird Bhagavad-Gita genannt – der ‚Gesang des Erhabenen‘. 
Nach der Schlacht von Kurukshetra wird Yudhishthira zum neuen König gekrönt. Am Ende des Mahabharata wird allein ihm in seiner menschlichen Gestalt der Einzug in den Himmel gewährt, und erst nach einer weiteren Prüfung folgt dort die Vereinigung mit seinen Lieben.